# Tanzania (zoologia)
Tanzania Koçak & Kemal, 2008 è un genere di ragni appartenente alla famiglia Salticidae.

## Etimologia
Il nome precedente del genere, Lilliput, deriva dal paese immaginario omonimo di cui scrisse Jonathan Swift ne I viaggi di Gulliver.
Il nome attuale del genere è dovuto alla nazione omonima in cui sono stati reperiti la maggior parte degli esemplari.

## Caratteristiche
Sono ragni di dimensioni molto piccole, lillipuziani appunto, il cui bodylenght (lunghezza del corpo escluse le zampe) va da 1,5 a 3 millimetri.
Entrambi i sessi si somigliano fra loro, le femmine di norma hanno una colorazione più scura. Per molte caratteristiche sono molto vicini ai generi Euophrys e Talavera.

## Distribuzione
Le tre specie oggi note di questo genere sono diffuse in Tanzania; la sola T. mkomaziensis è stata rinvenuta anche in Etiopia.

## Tassonomia
Gli entomologi Koçak e Kemal nel 2008 hanno ridenominato il genere Lilliput Wesolowska & Russell-Smith, 2000 in Tanzania in quanto il nome era già utilizzato da un genere preesistente (Lilliput, coleottero buprestide).
A dicembre 2010, si compone di tre specie:
- Tanzania minutus Wesolowska & Russell-Smith, 2000 — Tanzania
- Tanzania mkomaziensis Wesolowska & Russell-Smith, 2000[3] — Etiopia, Tanzania
- Tanzania pusillus Wesolowska & Russell-Smith, 2000 — Tanzania